# Synagoge (Saarburg)
Die Synagoge in Saarburg wurde 1885 am Schlossberg 3 in einem Gebäude aus dem 18. Jahrhundert eingerichtet. Bei den Novemberpogromen 1938 wurde die Inneneinrichtung zerstört und auf dem Marktplatz verbrannt. 1962 wurde das Gebäude, das sich zwischenzeitlich in Privatbesitz und im Besitz des Landkreises Trier befunden hatte, wegen Baufälligkeit abgerissen.

## Synagoge

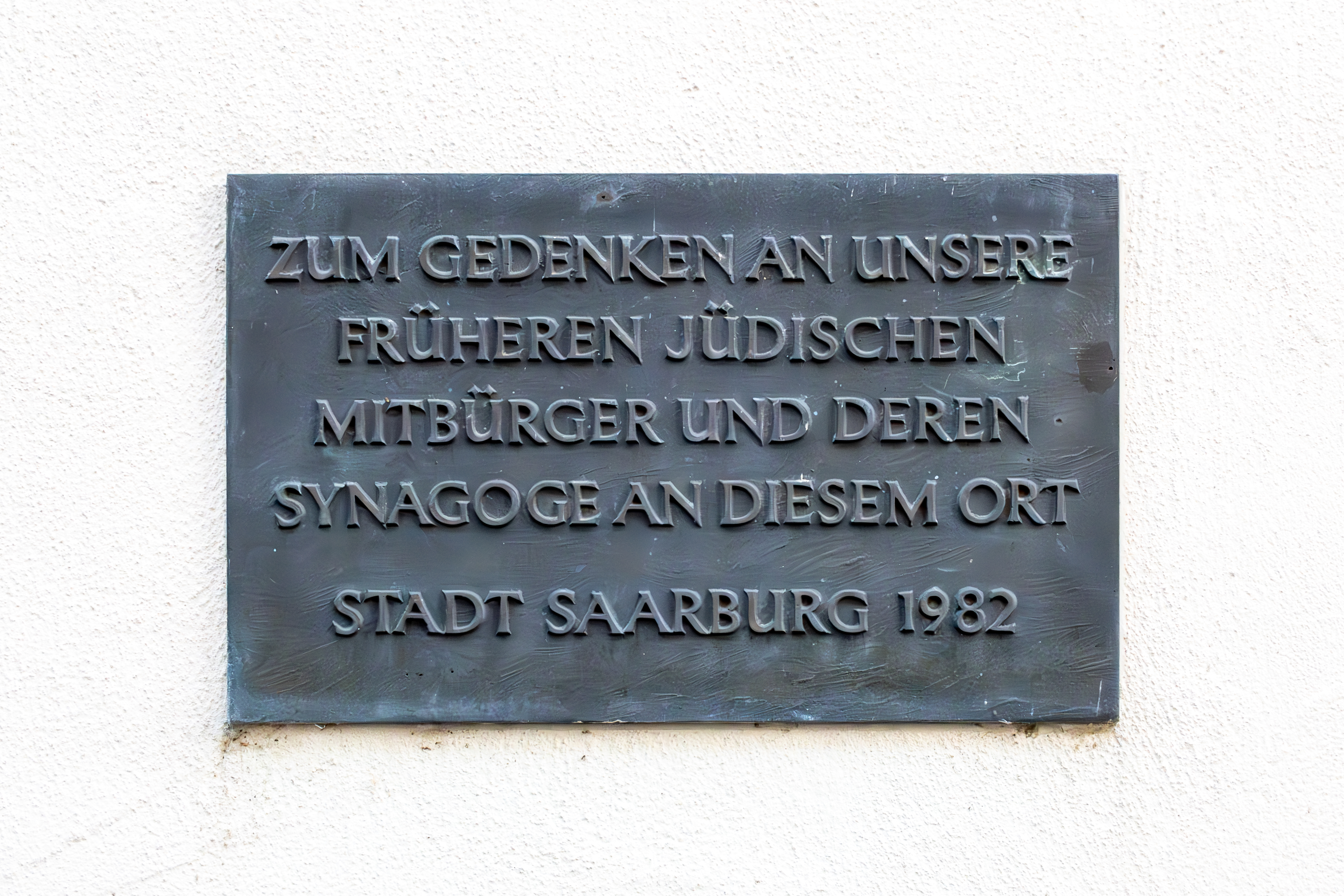
Gedenktafel am ehemaligen Standort der Synagoge

Bereits vor 1849 war in Saarburg ein Betraum vorhanden. 1885 kauften die jüdischen Einwohner ein aus dem 18. Jahrhundert stammendes Gebäude am Schlossberg 3 und richteten in ihm eine Synagoge ein. Im Untergeschoss befand sich der Betsaal. Die beiden Obergeschosse wurden als Wohnraum genutzt. Bei den Novemberpogromen 1938 wurde die Inneneinrichtung der Synagoge zerstört und auf dem Marktplatz verbrannt. Die ehemalige Synagoge befand sich anschließend in Privatbesitz. Letzter Besitzer war der Landkreis Trier. 1962 wurde das Gebäude wegen Baufälligkeit abgerissen und auf dem Gelände ein Wohn- und Geschäftshaus errichtet. 1982 wurde an dem Wohn- und Geschäftshaus eine Gedenktafel angebracht. Die Inschrift lautet:
Zum Gedenken an unsere

früheren jüdischen

Mitbürger und deren

Synagoge an diesem Ort

Stadt Saarburg 1982

## Jüdische Gemeinde Saarburg
Bereits 1321 werden in Saarburg, das zu dieser Zeit bereits Stadtrechte innehatte, jüdische Einwohner genannt. Im Jahr 1419 ließ der Trierer Erzbischof und Kurfürst Otto von Ziegenhain alle Juden aus dem Erzstift ausweisen, was auch die Juden in Saarburg betraf. Seit 1681 werden in den Quellen wieder jüdische Einwohner in Saarburg genannt. Bis in die Mitte des 19. Jahrhunderts gehörten die jüdischen Einwohner zur jüdischen Gemeinde in Freudenburg. Ab diesem Zeitpunkt war Saarburg eine eigenständige jüdische Gemeinde, zu der auch die in Beurig und Wiltingen lebenden Einwohner jüdischen Glaubens gehörten. Die Gemeinde verfügte über eine Religionsschule, hatte aber keinen eignen Religionslehrer angestellt. Die Verstorbenen wurden auf dem jüdischen Friedhof in Niederleuken beigesetzt. Mit der Machtergreifung Adolf Hitlers 1933 verstärkten sich die Repressionen gegen die jüdischen Einwohner. In der Folge emigrierten oder verzogen viele Mitglieder der jüdischen Gemeinde. Zum Zeitpunkt der Novemberpogrome 1938 zählte die Gemeinde noch 21 Mitglieder, von denen weitere auswanderten. Die letzten Mitglieder der jüdischen Gemeinde mussten Saarburg 1939, im Zuge der Evakuierung der Roten Zone, verlassen und wurden nach Trier verbracht. Von dort erfolgte 1941 bis 1943 die Deportation in die Vernichtungslager.

### Entwicklung der jüdischen Einwohnerzahl
| Jahr      | Juden | Jüdische Familien |
| --------- | ----- | ----------------- |
| 1715      |       | 6                 |
| 1750      |       | 4                 |
| 1758      |       | 3                 |
| 1779      |       | 4                 |
| 1808      | 8     | 2                 |
| 1843      | 10    |                   |
| 1846      |       | 7                 |
| 1854      | 16    |                   |
| 1861      | 25    |                   |
| 1862      | 32    |                   |
| 1895      | 34    |                   |
| 1905      | 24    |                   |
| 1925      | 11    |                   |
| 1933      | 40    |                   |
| 1938      | 21    |                   |
| Ende 1939 | keine |                   |

Quelle: alemannia-judaica.de; jüdische-gemeinden.de
Das Gedenkbuch – Opfer der Verfolgung der Juden unter der nationalsozialistischen Gewaltherrschaft 1933–1945 und die Zentrale Datenbank der Namen der Holocaustopfer von Yad Vashem führen 53 Mitglieder der jüdischen Gemeinschaft Saarburg mit den Ortsteilen Beurig und Wiltingen (die dort geboren wurden oder zeitweise lebten) auf, die während der Zeit des Nationalsozialismus ermordet wurden.